# Коронавірусна хвороба 2019 у Монако
Коронавірусна хвороба 2019 у Монако — це поширення пандемії коронавірусної хвороби 2019 на територію Монако. Із населенням країни у 38300 осіб (дані станом на 31 грудня 2018 року) станом на 29 березня поточний рівень зараження становить 1 випадок на 890 жителів.

## Хронологія
29 лютого в Монако оголосили про перший підтверджений випадок коронавірусної хвороби 2019 у чоловіка, якого прийняли до лікарняного центру принцеси Грейс, потім перевели до університетської лікарні в Ніцці у Франції.
14 березня уряд наказав закрити дитячі садки, спортзали, парки, пам'ятники та школи.
16 березня голова уряду Монако Серж Тель став першим керівником уряду, який отримав позитивний результат на COVID-19.
17 березня Альбер II вперше за весь час свого правління звернувся до нації із досить серйозною промовою, в якій повідомив про посилення заходів карантину. Через два дні Альбер II став першою главою держави, який захворів на коронавірус. Пізніше він спростував твердження про те, що він заразив Чарльза, принца Уельського під час заходу, на якому вони були в Лондоні 10 березня.
Гран-прі Монако було скасовано 19 березня після того, як організатори не змогли змінити дату проведення змагань після запланованого 24 травня, відзначаючи, що вперше захід не проводився за шістдесят шість років.